# پانگز
پانگز جماعت و شهرکی با ۲۰٬۳۵۸ نفر جمعیت در ناحیهٔ اشت ولایت سغد است که در شمال غربی کشور تاجیکستان قرار دارد.